# 1525
Năm 1525 (MDXXV) là một năm thường bắt đầu vào ngày Chủ nhật (liên kết sẽ hiển thị đầy đủ lịch) trong lịch Julius.

## Sự kiện

### Tháng 10
- 28 tháng 10: Mạc Đăng Dung bắt Lê Chiêu Tông tại châu Lang Chánh Thanh Hóa.

## Sinh
- Nguyễn Hoàng (mất năm 1613)
- 6 tháng 1 - Caspar Peucer, nhà cải cách người Đức (mất 1602)
- 29 tháng 1 - Lelio Sozzini, nhân văn và cải cách (mất 1562)
- 11 tháng 9 - George John, cử tri của Brandenburg (mất 1598)
- 25 tháng 9 - Steven Borough, nhà thám hiểm người Anh (mất 1584)
- 1 tháng 10 - Tadeáš Hájek, thầy thuốc, nhà thiên văn người Séc (mất 1600)
- Ngày chưa biết:
  - Maharal của Prague, người Do Thái, nhà triết học thần bí (mất 1609)
  - Melchior Cano, nhà thần học Tây Ban Nha (mất 1560)
  - Edward Sutton, 4 Baron Dudley (mất 1586)
- Có thể xảy ra:
  - Pieter Brueghel the Elder, họa sĩ Flemish (mất 1569)
  - Baldassare Donato, nhà soạn nhạc, ca sĩ người Ý (mất 1603)
  - Giovanni Pierluigi da Palestrina, nhà soạn nhạc người Ý (mất 1594)
  - Hans Staden, người lính và thủy thủ Đức (mất 1579)